# 愛荷華鎮區 (北達科他州本森縣)
愛荷華鎮區（英語：Iowa Township）是位於美國北達科他州本森縣的一個鎮區。

## 地方資料
愛荷華鎮區的面積為92.95平方千米，當中陸地面積為86.94平方千米，而水域面積為6.01平方千米。根據2010年美國人口普查的數據，當地共有人口25人，而人口密度為每平方千米0.27人。